# 高橋千鶴
高橋千鶴（3月18日—）為日本大阪府出身的女性漫畫家、插圖家。

## 簡介
高橋千鶴首次披露的作品，為1975年在少女漫畫雜誌《Nakayoshi》上刊登的《露蒂的生日》。後續十年間在《Nakayoshi》上發表創作後；於1985年開始陸續在《ladies'》、講談社的《mimi》、秋田書店的《COLLET》等不同女性漫畫雜誌上連載。
2011年日本吉卜力工作室將高橋千鶴與佐山哲郎在1980年合著的作品《來自紅花坂》，改編成同名動畫上映。

## 作品

### 單行本漫畫作品
- 《噗噜噜咖啡凍》：1977年發行、短篇集。
- 《小翼的音符號》：1977年發行、短篇集。
- 《早安梅格》：1978年發行。
- 《小夜子帶來的星信息》：1978年發行。
- 《笑一個！梅格》：1980年發行。
- 《一半的幸福》：1980年發行。
- 《來自紅花坂》：1980年發行、共2冊，由佐山哲郎劇情創作。
- 《乳白色女郎》：1981～1982年發行、共2冊。
- 《焦糖味的感覺》：1982年發行。
- 《櫻桃雙重奏》：1983年發行。
- 《愛麗絲之吻》：1985年發行。
- 《令人雀躍的幻想曲》：1985年發行。
- 《16歲的最後衝刺》：1986發行、共2冊，矢島正雄劇情創作。
- 《背號16的瑪麗》：1986～1987年發行、共3冊，神崎劇情創作。
- 《王子殿下》：1986發行。
- 《丸之內棉花俱樂部》：1987發行、共2冊，內館牧子劇情創作。
- 《粉紅少女》：1987發行、共2冊，神崎劇情創作。
- 《獅子不要哭》：1989發行。
- 《粉紅鯨》：1989發行，內館牧子劇情創作。
- 《蕃茄的氣息》：1990發行。
- 《三姊妹偵探團》：1990發行，赤川次郎劇情創作。
- 《流失的歲月》：1991發行。
- 《紫草戀》：1991～1992年發行、共3冊，倉橋燿子劇情創作。
- 《黑暗的呼喚》：1992年發行。
- 《溫柔的包容》：1993年發行。
- 《若葉白書》：1994年發行。
- 《向醫院前進》：1995年發行。
- 《虞美人老大》：1996～2001年發行、共6冊。

### 插圖作品
- 《喜歡你、喜歡夢想的六年生亞衣》：1990年發行，彌生的著書。
- 《想說喜歡你的5年級皋月》：1990年發行，同為彌生的著書。